# Lutas nos Jogos Olímpicos de Verão de 2024 - Livre até 50 kg feminino
A categoria livre até 50 kg feminino das lutas nos Jogos Olímpicos de Verão de 2024 foi realizada no Grand Palais Éphémère em Paris, França, em 6 e 7 de agosto de 2024. Um total de 16 lutadoras, cada uma representando um Comitê Olímpico Nacional (CON), participaram do evento.

## Qualificação
Dezesseis vagas de cota estavam disponíveis, com cada CON restrito a no máximo uma vaga. Foram atribuídas cinco vagas no Campeonato Mundial de Luta de 2023, entre 16 e 24 de setembro em Belgrado, na Sérvia. As finalistas de cada categoria nos quatro torneios de qualificação continentais (Ásia, Europa, Américas e o combinado África e Oceania) também receberam vagas de cota. O restante das vagas foi alocado no Torneio de Qualificação Olímpica de 2024, oferecendo um mínimo de três cotas.

## Calendário
Horário local (UTC+2)
| Data                | Horário | Fase                |
| ------------------- | ------- | ------------------- |
| 6 de agosto de 2024 | 11:00   | Fases eliminatórias |
| 6 de agosto de 2024 | 18:15   | Semifinais          |
| 7 de agosto de 2024 | 11:00   | Repescagem          |
| 7 de agosto de 2024 | 19:30   | Finais              |

## Medalhistas
| Ouro   | USA Sarah Hildebrandt        |
| Prata  | CUB Yusneylys Guzmán         |
| Bronze | JPN Yui Susaki CHN Feng Ziqi |

## Resultados
A competição foi realizada em dois dias até a definição dos medalhistas:
Legenda
- F — Vitória por queda.
- WO — Vitória por w.o.

### Chave principal
|  | Oitavas de final            | Oitavas de final            | Oitavas de final |  |  | Quartas de final            | Quartas de final            | Quartas de final            |   |                       | Semifinais            | Semifinais           | Semifinais |  |  | Final | Final | Final |
|  |                             |                             |                  |  |  |                             |                             |                             |   |                       |                       |                      |            |  |  |       |       |       |
|  | JPN Yui Susaki              | JPN Yui Susaki              | 2                |  |  |                             |                             |                             |   |                       |                       |                      |            |  |  |       |       |       |
|  | IND Vinesh Phogat           | IND Vinesh Phogat           | 3                |  |  | IND Vinesh Phogat           | IND Vinesh Phogat           | 7                           |   |                       |                       |                      |            |  |  |       |       |       |
|  | UZB Aktenge Keunimjaeva     | UZB Aktenge Keunimjaeva     | 0                |  |  | UKR Oksana Livach           | UKR Oksana Livach           | 5                           |   |                       |                       |                      |            |  |  |       |       |       |
|  | UKR Oksana Livach           | UKR Oksana Livach           | 10               |  |  |                             |                             |                             |   | IND Vinesh Phogat     | IND Vinesh Phogat     | 5                    |            |  |  |       |       |       |
|  | COL Alisson Cardozo         | COL Alisson Cardozo         | 0                |  |  |                             | CUB Yusneylys Guzmán        | CUB Yusneylys Guzmán        | 0 |                       |                       |                      |            |  |  |       |       |       |
|  | LTU Gabija Dilytė           | LTU Gabija Dilytė           | 6F               |  |  | LTU Gabija Dilytė           | LTU Gabija Dilytė           | 0                           |   |                       |                       |                      |            |  |  |       |       |       |
|  | CUB Yusneylys Guzmán        | CUB Yusneylys Guzmán        | 7                |  |  | CUB Yusneylys Guzmán        | CUB Yusneylys Guzmán        | 10                          |   |                       |                       |                      |            |  |  |       |       |       |
|  | TUR Evin Demirhan Yavuz     | TUR Evin Demirhan Yavuz     | 6                |  |  |                             |                             |                             |   |                       | CUB Yusneylys Guzmán  | CUB Yusneylys Guzmán | 0          |  |  |       |       |       |
|  | CHN Feng Ziqi               | CHN Feng Ziqi               | 7F               |  |  |                             | USA Sarah Hildebrandt       | USA Sarah Hildebrandt       | 3 |                       |                       |                      |            |  |  |       |       |       |
|  | EGY Nada Medani             | EGY Nada Medani             | 2                |  |  | CHN Feng Ziqi               | CHN Feng Ziqi               | 4                           |   |                       |                       |                      |            |  |  |       |       |       |
|  | ALG Ibtissem Doudou         | ALG Ibtissem Doudou         | 0                |  |  | USA Sarah Hildebrandt       | USA Sarah Hildebrandt       | 7                           |   |                       |                       |                      |            |  |  |       |       |       |
|  | USA Sarah Hildebrandt       | USA Sarah Hildebrandt       | 10               |  |  |                             |                             |                             |   | USA Sarah Hildebrandt | USA Sarah Hildebrandt | 5                    |            |  |  |       |       |       |
|  | AZE Mariya Stadnik          | AZE Mariya Stadnik          | 6                |  |  |                             | MGL Dolgorjavyn Otgonjargal | MGL Dolgorjavyn Otgonjargal | 0 |                       |                       |                      |            |  |  |       |       |       |
|  | GER Anastasia Blayvas       | GER Anastasia Blayvas       | 2                |  |  | AZE Mariya Stadnik          | AZE Mariya Stadnik          | 4                           |   |                       |                       |                      |            |  |  |       |       |       |
|  | ITA Emanuela Liuzzi         | ITA Emanuela Liuzzi         |                  |  |  | MGL Dolgorjavyn Otgonjargal | MGL Dolgorjavyn Otgonjargal | 4                           |   |                       |                       |                      |            |  |  |       |       |       |
|  | MGL Dolgorjavyn Otgonjargal | MGL Dolgorjavyn Otgonjargal | WO               |  |  |                             |                             |                             |   |                       |                       |                      |            |  |  |       |       |       |

### Repescagem
|  | Repescagem          | Repescagem          | Repescagem |  | Disputa pelo bronze         | Disputa pelo bronze         | Disputa pelo bronze |  |  |  |  |
|  |                     |                     |            |  |                             |                             |                     |  |  |  |  |
|  |                     |                     |            |  | JPN Yui Susaki              | JPN Yui Susaki              | 10                  |  |  |  |  |
|  |                     |                     |            |  | UKR Oksana Livach           | UKR Oksana Livach           | 0                   |  |  |  |  |
|  |                     |                     |            |  |                             |                             |                     |  |  |  |  |
|  | ALG Ibtissem Doudou | ALG Ibtissem Doudou | 0          |  | CHN Feng Ziqi               | CHN Feng Ziqi               | 6                   |  |  |  |  |
|  | CHN Feng Ziqi       | CHN Feng Ziqi       | 10         |  | MGL Dolgorjavyn Otgonjargal | MGL Dolgorjavyn Otgonjargal | 4                   |  |  |  |  |